# Ezra ben Salomon de Gérone
Ezra ben Salomon de Gérone est un kabbaliste juif, né à Gérone en Catalogne, dans le dernier tiers du XIIe siècle et disparu vers le milieu du XIIIe siècle.
Disciple d'Isaac l'Aveugle et d'Acher ben David, les maîtres de l'école de Posquières en Languedoc, il développe et diffuse l'enseignement de la Kabbale à l'école de Gérone au XIIIe siècle. Imprégné par la philosophie néo-platonicienne de ses maîtres, on lui doit des commentaires sur Le Cantique des cantiques, sur la Genèse, sur le Talmud de Babylone.
Ezra de Gérone a beaucoup insisté sur l’autonomie de la Kabbale face aux autres courants de la pensée juive au XIIIe siècle. Il a élaboré la première critique explicite fondée sur la Kabbale contre la philosophie maïmonidienne, selon Charles Mopsik. Dans la lignée d'Isaac l'Aveugle, Ezra de Gérone développe une conception de Dieu très éloignée de la conception aristotélicienne de la divinité à laquelle se réfère Maïmonide. 
Le Dieu d'Aristote ne se laisse pas influencer, alors qu'Erza conçoit une divinité sensible aux hommes ; une divinité proche des conceptions mystiques, oniriques et extatiques, que Platon expose dans quelques-uns de ses dialogues, dans le Phèdre en particulier, des conceptions marginales dans l'œuvre de Platon, et même contradictoires avec sa doctrine principale, puisqu'elles ne reposent plus exclusivement sur la Raison, mais qui imprègnent les kabbalistes.